# Schlachtgewitter am Monte Cassino
Schlachtgewitter am Monte Cassino (Originaltitel The Story of G.I. Joe) ist ein US-amerikanischer Film von Regisseur William A. Wellman aus dem Jahr 1945, der vier Oscar-Nominierungen erhielt. Tragende Rollen in diesem Kriegsdrama sind mit Burgess Meredith und Robert Mitchum besetzt.
Das Drehbuch basiert hauptsächlich auf Ernie Pyles Büchern Here Is Your War und Brave Men.

## Handlung
Der 42-jährige Journalist Ernie Pyle bereist als US-amerikanischer Kriegsberichterstatter gemeinsam mit einer Infanteriekompanie während des Zweiten Weltkriegs die Schlachtfelder von Nordafrika und Italien. Während der vom 19. bis zum 22. Februar 1943 stattfindenden Schlacht am Kasserinpass im Rahmen des Tunesienfeldzugs trifft die Kompanie unter der Führung von Lt. Bill Walker erstmals auf deutsche Truppen, wobei es zu einer militärischen Auseinandersetzung kommt. In dieser Zeit entstehen aber auch die ersten Freundschaften zwischen den Soldaten seiner Einheit, deren Sorgen und Nöte thematisiert werden. Walker ist zudem immer für seine Leute ansprechbar und setzt sich stets für sie ein.
Der kleine Hund Ayrab dient der Kompanie als Maskottchen und bleibt bei den Männern bis zum Ende aller Kampfhandlungen. Als die Infanteriekompanie im folgenden Jahr nach Italien verlegt wird, kommt es dort zwischen dem 17. Januar und 18. Mai 1944 zur Schlacht um den Monte Cassino, eine der schwersten und verlustreichsten Schlachten im Zweiten Weltkrieg. Viele der Soldaten verlieren ihr Leben in einer der längsten und blutigsten Schlachten des Krieges, in einem Kampf, den sie weder gewollt, noch begonnen haben. Bitternis bleibt zurück und die Erkenntnis der Sinnlosigkeit eines Krieges.

## Produktion

### Produktionsnotizen, Dreharbeiten
Mitte März 1944 startete die Produktion des Films im Manöverbereich der Armee in der Wüste nahe Yuma in Arizona. Zu dieser Zeit war Leslie Fenton noch der Regisseur des Films und Archie Stout der Kameramann. Weitere Drehorte sollten Fort Carson in der Nähe von Colorado Springs in Colorado, wo Sets des den amerikanischen Luftangriffen zum Opfer fallenden Monte Cassino-Klosters gebaut werden sollten, sowie Camp Cooke an der Pazifikküste in Kalifornien, sein. Ob tatsächlich Szenen an diesen Orten entstanden sind, ist nicht sicher. Anfang Mai 1944 wurde die Produktion stillgelegt, sodass dem Drehbuch ein neues Ende verpasst werden konnte, um damit den Veränderungen im Krieg Rechnung zu tragen. Das gestaltete sich schwieriger als anfangs angenommen. Aus den Unterlagen des Kriegsministeriums ging hervor, dass Produzent Cowan im April 1945 sogar erwog, abermals ein neues Filmende zu drehen, das den Tod von Pyle einschließen sollte. Das geschah jedoch nicht.
Mitte August 1944 war im Hollywood Reporter zu lesen, dass Fenton wegen anderer Verpflichtungen nicht mehr zur Verfügung stehe. Wie viel von dessen seit sechs Wochen gedrehten Filmmaterial (vor allem Kampf- und Standortszenen) tatsächlich Eingang in den fertigen Film fand, ist nicht bekannt. Mitte September 1944 kam der Name Howard Hawks als Ersatz für Cowan ins Spiel, ebenso wie der Name John Huston, der zu dieser Zeit als Major in der Armee diente. Im September 1944 wurde William A. Wellmann als Regisseur verpflichtet, der für seine scharf-treffenden Luftaufnahmen bekannt war. Ende September 1944 reichte Cowan das fertige Drehbuch beim Militär zwecks Genehmigungen ein.
Als die Produktion am 15. November 1944 wieder aufgenommen wurde, stand ihr ein Budget von zwei Millionen US-Dollar zur Verfügung. Für einige Szenen ließ Cowan ein ausgebombtes italienisches Dorf detailgetreu nachbauen. Dreharbeiten fanden in Palmdale und Fort Ord in Kalifornien statt.
Die Arbeitstitel des Films waren Here Is Your War und Story of G. I. Joe sowie Ernie Pyle’s Story of G. I. Joe. Der Ausdruck „G.I. Joe“ war im Zweiten Weltkrieg ein Synonym für amerikanische Soldaten und wird dem Karikaturisten Dave Breger zugeschrieben. Lesley J. McNair, ein US-amerikanischer Offizier im Ersten Weltkrieg, der im Vorspann des Films dankend erwähnt wird, war laut Hollywood Reporter als Kriegskorrespondent vorgesehen. Er starb im August 1944 während eines Kampfes in Frankreich.
Hollywood Reporter listet für den Film eine Laufzeit von 147 Minuten, Daily-Variety von 120 Minuten, andere Quellen aus demselben Zeitraum geben die Filmlänge mit 109 Minuten an.

### Hintergrund
Für Robert Mitchum war dieser Film einer seiner ganz großen ersten Erfolge. Eigentlich war seine Besetzung ein Kompromiss. Dem Studio schwebte für die Rolle des Ernie Pyle eine stattliche Erscheinung vor. Cowan hatte Gary Cooper im Sinn, der jedoch absagte, woraufhin der Produzent mit Fred MacMurray verhandelte. Weitere Namen, die seinerzeit im Gespräch waren, sind Fred Astaire, Walter Brennan, Barry Fitzgerald und einige weitere. Burgess Meredith wurde erst Ende Oktober 1944 besetzt, er soll die erste Wahl von Pyle gewesen sein. Auch Regisseur William A. Wellman hielt einen nicht zu großwüchsigen Schauspieler für die Darstellung des sich im mittleren Lebensalter befindenden Ernie Pyle für geeigneter und sprach sich für Meredith aus.
Robert Mitchum wurde für die Produktion von RKO Pictures ausgeliehen. Es war seine erste wirklich bemerkenswerte Rolle; sie brachte ihm eine Oscar-Nominierung in der Kategorie „Bester Nebendarsteller“ ein. Dorothy Coonan, die im Film die „Red“ spielt, war Wellmans Frau. Der Film markierte ihre erste Filmrolle nach einer 12-jährigen Pause von der Leinwand. Im Film spielten viele echte Soldaten mit, von denen etliche nach Abschluss der Dreharbeiten in den Südpazifik versetzt worden. Keiner von ihnen soll je wieder nach Hause gekommen sein.
Wie im Film auch dargestellt, wurde Pyle im Mai 1944 mit dem Pulitzer-Preis ausgezeichnet. Zudem erhielt er den Raymond Clapper Memorial Award für ausgezeichnete Kriegskorrespondenz. Am 18. April 1945 wurde Pyle während einer Schlacht auf der japanischen Insel Ie-jima durch Maschinengewehrfeuer getötet. Den fertigen Film hat er nie gesehen.

## Rezeption

### Kritik
Der Film wird von vielen Kritikern als einer der besten nicht dokumentarischen Kriegsfilme angesehen, die je gedreht worden seien. So meinte der Kritiker der New York Times, es handele sich hier um ein hartes, eindringliches Drama des einfachen Soldaten und sprach von einem eloquenten Film. Der Rezensent der Daily-Variety meinte, der Film zeichne sich durch unmissverständlichen Realismus aus, es gebe keine missverständlichen Zeremonien, kein Fahnenschwingen, keine synthetische Sentimentalität, keine Überladenheit oder hochtrabenden Redegeschwülste. Auch Wellman hielt diesen Film für seine beste Arbeit und General Dwight D. Eisenhower meinte, es sei der größte Kriegsfilm, den er je gesehen habe. Neben Mitchums Leistung in seiner Rolle lobten die Rezensenten auch die schauspielerische Leistung des ehemaligen Boxers Freddie Steele in seiner Rolle als Warnicki.

„Keine heroischen Soldatenabenteuer, sondern ein skeptisches Kriegsdrama mit humaner Gesinnung, das ohne reißerische Spannung auskommt.“

### Auszeichnungen
Dieser Film brachte dem Schauspieler Robert Mitchum 1946 eine Oscar-Nominierung als „Bester Nebendarsteller“ ein. Ferner gab es Oscar-Nominierungen in den Kategorien „Bester Song“ für Ann Ronell und ihr Lied Linda, „Beste Filmmusik“ (Ann Ronell, Louis Applebaum) sowie „Bestes adaptiertes Drehbuch“ (Leopold Atlas, Guy Endore, Philip Stevenson).
Im Jahr 2009 wurde der Film in das National Film Registry aufgenommen.